# 樹乃
樹乃（じゅの、1999年5月20日 - ）は、日本の女優、モデル。ウイントアーツ所属。
福岡県出身。身長158cm、スリーサイズB:74cm、W:57cm、H:84.5cm。靴のサイズは23.5cm。

## 人物
2016年全国女子高生ミスコン関東ファイナリスト。アイドル「恋するフリーク」に所属していた（2016年6月 - 2018年7月）。2022年にはミスiDにも参加し、ファイナリストに選出されている。
20歳の頃、雑誌『mini』が大好きで永野芽郁に憧れを抱き、その時募集していたmini×ワタナベエンターテイメントカレッジのオーディションを受けたことをきっかけに芸能の道へ。いつか白石和彌監督作品に出演することが夢。
美容師免許を取得している。

## 出演

### テレビドラマ
- ドラマWスペシャル「あんのリリック-桜木杏、俳句初めてみました-」（2021年2月） - 白い日傘の女 役
- NHKドラマ10「群青領域」1話 （2021年10月） - 女子高生 役
- ワカコ酒 Season6 第7夜 （2022年2月、BSテレ東） - 客 役
- 六本木クラス 第3話（2022年7月21日、テレビ朝日） - 社長令嬢 役

### TV
- TX「青春高校3年C組」3期生入学希望者オーディション（2019年5月）
- BS水曜朝活TV「MBの俺のドラ1」（2020年4月） - ドラ1ガールズ
- EX・ABEMA『ヒロミ・指原の“恋のお世話始めました”』＃82：トレンディたかしがガチリベンジ!イケメンモデルとの争奪戦?!（2022年6月）

### 再現VTR
- TBS「水曜日のダウンタウン」Kカズミ再現V（2022年5月） - 彼女 役

### 配信
- AbemaTV「渡辺直美の女子高生オーディション」（2017年7月）
- AbemaTV「カンニング竹山の業界激震!?マジガチランキング」（2017年7-8月）
- AbemaTV 「極楽とんぼKAKERUTV#27」（2017年11月） - 女子高生軍団
- 「あしたのSHOW」（2022年5月） - MC

### MV
- 映秀。「ハ茶メ茶オ茶メ」（2021年5月）
- the Arc of Life「Adventure」（2021年9月）
- けいちゃん「パスピエ」（2021年10月）
- 虹架「夢幻」（2022年1月）
- ODDLORE「SKINDEEP」（2022年6月）

### CM
- マイナビ進学「やる時は今だ」WEB-CM（2017年12月）
- pdc お直しジェル（2019年4月）
- pdcピメル マスカラ＆アイライナー  - パッケージモデル（2019年4月）
- 池袋バンダイナムコアミューズメント  - ポスターモデル（2020年5月）
- Fruits maison NOGATA SIX（2021年9月）[4]
- 2022年春サンリオピューロランド学割キャンペーン（2022年1月）
- メンズTBC「LUWONT」（2022年1月）

### 舞台
- 「神様と過ごした10日間」（2019年11月） - 大城美鈴 役
- 「東京虹子、7つの後悔」（2021年12月、πTOKYO） - 紫苑 役【脚本・演出：中島庸介(キ上の空論)】
- 「Juliet」（2022年2月） - 湯川里奈 役【脚本：藤森一郎演出：武石創太郎】
- 「SAKURA」（2022年3月） - 那江 役【脚本：藤森一郎演出：しんご(福神漬)】
- 「ダンスライン」（2022年6月、新宿村LIVE） - 田端美紅 役【脚本：麻草郁演出：扇田賢】
- LUCKUPプロデュース公演「蝶々結び」（2022年8月3日～8月14日、上野ストアハウス）【脚本：港谷順（Ayukaproject）演出：長谷川太郎（少年社中）】

### 雑誌
- 2021年10月1日　 主婦と生活社『振袖記念日2023』
- 2021年10月29日　玄光社CMNOW別冊『NEXTGIRL図鑑2021-2022』[5]

### モデル
- 2021年9月　ファッションメディア「mer」Today’s merSNAP[6]
- 2021年10月　ファッションメディア「FASHIONSNAP.COM」[7]